# Elder Street
Elder Street – przysiółek w Anglii, w Esseksie. Leży 21,7 km od miasta Braintree, 30,8 km od miasta Chelmsford i 58,6 km od Londynu. W 2015 miejscowość liczyła 943 mieszkańców.